# Rudehøj Efterskole
Rudehøj Efterskole er en efterskole med kristen baggrund. Efterskolen ligger i Odder og udspringer fra Oasebevægelsen og har tæt samarbejde med DanskOase og Børne- og UngdomsOase.
Eleverne bor på enten pige- eller drengegang – på henholdsvis 2 eller 3 personers værelser med eget toilet og bad. Eleverne er fordelt fra 8.-10. klasse, mens skolen også har en lederlinje som alternativ til 10. klasse.

## Fodnoter
1. ↑  Rudehøj Efterskole: Værdierne